# Mjød
Mjød er en alkoholholdig drik af tre ingredienser: honning, vand og gær. Mjød kan være meget sød, halv-sød eller tør;[kilde mangler] det afhænger af forholdet mellem vand og honning. En tør mjød indeholder mindst sukkerstof.
Mjød må ikke forveksles med øl, som brygges på korn - hvis mjød faktisk skulle sammenlignes med noget, skulle det være vin eller dessertvin (Da det er lavet på samme måde, men med honning i stedet for druer). Det kan i udlandet hænde at blive fremstillet ved gæring af en opløsning af vand og honning med mæsk af korn, som bliver fjernet umiddelbart efter gæringen.
Afhængig af lokale traditioner og opskrifter kan den være smagt til med krydderier, frugt, eller humle (som giver en bitter øl-lignende smag). Alkoholindholdet kan ligge fra omkring 8% ABV til 19%).
Almindelig dansk mjød ligger på ca. 8-12% alkohol, mens tysk mjød ofte kun er på 10%. Er der tilsat saft er alkoholprocenten nede på 6 – 11%. Det kan være destilleret, tilsat kulsyre eller mousserende.. Hvis det ligger på højere procenter, er det ikke lavet på den rigtige klassiske måde; men oftest enten fået stoppet gærings processen for at genstarte den igen, eller tilsat spiritus efter gærings processen.
Mjød er kendt fra mange kilder om oldtiden i Europa, Afrika og Asien. De arkæologiske beviser er mere tvivlsomme. Mjødens oprindelse fortaber sig i historien. "Den kan betragtes som stamfader til alle gærede drikkevarer," Maguelonne Toussaint-Samat har bemærket, "fra tiden før dyrkning af jorden".
Claude Lévi-Strauss anser opfindelsen af mjød som skellet "fra natur til kultur". Mjød har spillet en vigtig rolle i mytologien som Skjaldemjøden fra den nordiske mytologi. Den blev brygget af jætten Suttung på blod fra den kloge Kvaser og gav den, der drak den, digteriske evner og et utroligt godt humør.